# Lollo Asplund
Lars Olof "Lollo" Axel Asplund, född 29 maj 1950 i Eskilstuna, död 1 september 2019 i Linköping, var en svensk musiker och journalist.
Han debuterade i större sammanhang 1973 i tv-programmet Opopoppa, där han sjöng sin egen låt "Här står jag som en annan docka". Efter några år som lärare på 1970-talet återvände Asplund till musiken. Debutskivan Eldsjäl kom 1981. Därefter följde barnskivan Äppelmelodier & Lurendrejerier som kom 1983. Idén till Äppelmelodierna fick Asplund när han i skolan upptäckte att musiken i sångböckerna skiljde sig alltför mycket från den musik barnen själva lyssnade på. Han skrev därför fartfylld musik med inslag av reggae, rock och calypso. Uppslagen till texterna kom till en början från hans elever, bästa exemplet på det är Bästis-Calypso. Äppelmelodin finns i dag i en mängd svenska sångböcker.
Under 1980-talet arbetade Lollo Asplund med musikern Stefan Axelsson. Samarbetet resulterade bland annat i albumet Månstrålar som spelades in med Akademiska Kören i Linköping. Axelsson och Asplund var också musikaliska värdar i de välbesökta författarkvällarna i Gamla Linköping. Ett 50-tal av Sveriges mest kända och uppskattade författare, bland dem Sara Lidman, Göran Tunström och Katarina Frostenson, läste och berättade. Asplund producerade dessa program: Sommarkväll i Huitfeltska, som gavs 1984–1993.
Under 1990-talet framträdde Asplund mycket med olika barnföreställningar - med och för barn - framförallt som den extremt fege piraten "Kapten Svarte Bill". Även dessa sånger skrevs tillsammans med Stefan Axelsson. Musiksagan gavs ut på cd 1994 och framfördes i sin helhet för ett par år sedan (2010) tillsammans med Norrköpings kulturskola.
År 1996 medverkade Asplund tillsammans med skådespelaren och trummisen Jimmy Uller i filmen "Sopor - en riktig skräpfilm" som handlade om sopsortering och till vilken Asplund skrev sångerna.
Från 1996 arbetade Lollo Asplund huvudsakligen som kulturjournalist på Östgöta Correspondenten, där han främst skrev om musik och musikanter. Han var även chef för den redaktionen under fem år och är kanske mest uppskattad för sina porträtt, krönikor och recensioner.
Lollo Asplund är begravd på Norra griftegården i Linköping.

## Diskografi
- Eldsjäl (MNW 1981)
- Äppelmelodier & Lurendrejerier (MNW 1983)
- Månstrålar (med Akademiska Kören i Linköping, 1987)
- Kapten Svarte Bill (Gammafon 1994)